# Star Wars: Battlefront (videogioco 2004)
Star Wars: Battlefront è un videogioco di genere sparatutto-strategico in terza persona, sviluppato da Pandemic Studios e LucasArts e distribuito da Activision. È stato pubblicato il 21 settembre 2004, lo stesso giorno dell'uscita della prima trilogia in DVD, per Microsoft Windows, Xbox e PlayStation 2. È basato sulle vicende narrate nell'esalogia di Guerre stellari (di meno per quel che riguarda La vendetta dei Sith, allora non ancora uscito) e su quanto connesso, e permette di impersonare dei soldati durante le battaglie nella galassia, tralasciando i celebri protagonisti della saga. Il gioco supporta modalità online fino a 32 giocatori per PC e Xbox, e fino a 16 per PS2. La versione Xbox del gioco è compatibile anche con il modello Xbox 360. Fa parte dell'Universo espanso.
Il 1º novembre 2005 è stato pubblicato il seguito Star Wars: Battlefront II per Microsoft Windows, Xbox, PlayStation 2 e PlayStation Portable. È stato sviluppato dallo studio DICE un altro seguito: Star Wars: Battlefront che è stato pubblicato il 17 novembre 2015 su PC, PlayStation 4 e Xbox One, in concomitanza con l'uscita del film Star Wars - Il risveglio della Forza.

## Modalità di gioco
In Star Wars: Battlefront si vestono i panni di un soldato durante le battaglie presenti nei film. L'obiettivo del gioco è quello di conquistare i posti di comando all'interno della mappa, impedendo così alla fazione nemica di mandare in campo rinforzi o di fornire supporto alle unità impegnate nello scontro. I posti di comando sono caratterizzati da 4 colori: verde se appartengono alla squadra del giocatore, rosso se sono in mano nemica, giallo se sono occupati dai nativi del pianeta e bianco se neutrali.

### Fazioni
Star Wars: Battlefront si basa su quattro importanti fazioni: la Repubblica Galattica, la Confederazione dei Sistemi Indipendenti (CSI, noti anche come separatisti), l'Impero Galattico e l'Alleanza Ribelle. Tuttavia le fazioni possono combattere solo contro il loro avversario storico (la Repubblica contro la CSI, l'Alleanza Ribelle contro l'Impero) e non è pertanto possibile per il giocatore scegliere le fazioni da far scontrare.

### Eroi
Alcuni personaggi principali della saga di Guerre stellari fanno la loro comparsa nel gioco. Tuttavia non è possibile controllarli, fungendo unicamente da aiuto per la fazione del giocatore, e non possono essere eliminati da fuoco diretto:
- Luke Skywalker: per i Ribelli.
- Dart Fener: per gli Imperiali.
- Mace Windu: per la Repubblica.
- Conte Dooku per la CSI.

### Nativi
Le fazioni dei nativi sono ostili o meno, a seconda di scenari e di schieramenti. Sono così suddivisi:
- Tusken: Tatooine, ostili a tutti.
- Jawa: Mos Eisley, alleati con tutti (riparano i mezzi e le torrette).
- Gamorreani: Fortezza di Jabba, ostili a tutti.
- Ewok: Endor, alleati con i Ribelli.
- Gungan: Naboo, alleati con i Ribelli e la Repubblica.
- Geonosiani: Geonosis, alleati con la CSI
- Wookiee: Kashyyyk, alleati con i Ribelli e la Repubblica.

### Categorie di gioco
Le categorie di gioco offerte da Star Wars: Battlefront sono:
- Campagna Storica, che permette al giocatore di affrontare le battaglie della Guerra dei Cloni o della Guerra civile galattica in ordine cronologico a seconda dell'era scelta.
- Azione Immediata, che permette di effettuare una partita veloce in singolo o con un altro giocatore offline a schermo condiviso (in modalità cooperativa o competitiva) scegliendo lo scenario ed un'era per stabilire le fazioni in campo. Si può anche creare un elenco di battaglie che potranno essere giocate in ordine.
- Conquista Galattica, che permette al giocatore di difendere e conquistare pianeti. Si combinano parti strategiche come selezionare i giusti bonus o i pianeti d'attaccare con normali battaglie sui vari scenari. Il giocatore vincendo l'attacco a un pianeta ha la possibilità di compierne un altro, altrimenti è costretto a passare il turno. Si può giocare nei panni o della Repubblica contro la Confederazione e viceversa o nei panni dell'Impero contro i Ribelli e viceversa.